# Gamów
Gamów (deutsch Gammau) ist ein Dorf in der Landgemeinde Rudnik im Powiat Raciborski in der Woiwodschaft Schlesien in Polen.

## Geographische Lage
Gamów liegt 10 km nordwestlich von Racibórz (Ratibor) und 64 km westlich von Katowice. Die Oder fließt östlich, die Grenze zu Tschechien verläuft südwestlich in 10 km Entfernung.